# Евергрин Парк (Илиноис)
Евергрин Парк (енгл. Evergreen Park) град је у америчкој савезној држави Илиноис.

## Демографија
По попису из 2010. године број становника је 19.852, што је 969 (-4,7%) становника мање него 2000. године.
| Група             | 2000.          | 2010.          |
| Белци             | 17.895 (85,9%) | 13.630 (68,7%) |
| Афроамериканци    | 1.644 (7,9%)   | 3.704 (18,7%)  |
| Азијати           | 257 (1,2%)     | 233 (1,2%)     |
| Хиспаноамериканци | 831 (4,0%)     | 2.035 (10,3%)  |
| Укупно            | 20.821         | 19.852         |